# کرما
کرما مرکز استان خلیج، واقع در کشور پاپوآ گینه نو است.